# Lezant
 (septembre 2023).
Lezant est une paroisse civile et un village des Cornouailles, en Angleterre.